# Berkatal
Berkatal is een gemeente in de Duitse deelstaat Hessen, en maakt deel uit van de Werra-Meißner-Kreis.
Berkatal telt 1.442 inwoners.
Bad Sooden-Allendorf · Berkatal · Eschwege · Großalmerode · Herleshausen · Hessisch Lichtenau · Meinhard · Meißner · Neu-Eichenberg · Ringgau · Sontra · Waldkappel · Wanfried · Wehretal · Weißenborn · Witzenhausen